# 片山内閣
片山内閣（かたやまないかく）は、衆議院議員・日本社会党委員長の片山哲が第46代内閣総理大臣に任命され、1947年（昭和22年）5月24日から1948年（昭和23年）3月10日まで続いた日本の内閣。

## 内閣の顔ぶれ・人事

### 国務大臣

#### 一人内閣
1947年（昭和22年）5月24日任命。在職日数9日。 
| 職名 | 代 | 氏名     | 氏名                          | 出身等            | 特命事項等                    | 備考                             |
| --- | -- | -------- | ----------------------------- | ----------------- | ----------------------------- | -------------------------------- |
| 内閣総理大臣 | 46 | 片山哲   |                               | 衆議院 日本社会党 |                               | 初入閣 日本社会党委員長          |
| 外務大臣 | 66 | 片山哲   | 臨時代理 （内閣総理大臣兼任） | 衆議院 日本社会党 | 日本社会党委員長              |                                  |
| 内務大臣 | -  | 片山哲   | 臨時代理 （内閣総理大臣兼任） | 衆議院 日本社会党 | 日本社会党委員長              |                                  |
| 大蔵大臣 | -  | 片山哲   | 臨時代理 （内閣総理大臣兼任） | 衆議院 日本社会党 | 日本社会党委員長              |                                  |
| 司法大臣 | -  | 片山哲   | 臨時代理 （内閣総理大臣兼任） | 衆議院 日本社会党 | 日本社会党委員長              |                                  |
| 文部大臣 | -  | 片山哲   | 臨時代理 （内閣総理大臣兼任） | 衆議院 日本社会党 | 日本社会党委員長              |                                  |
| 厚生大臣 | -  | 片山哲   | 臨時代理 （内閣総理大臣兼任） | 衆議院 日本社会党 | 日本社会党委員長              |                                  |
| 農林大臣 | -  | 片山哲   | 臨時代理 （内閣総理大臣兼任） | 衆議院 日本社会党 | 日本社会党委員長              |                                  |
| 商工大臣 | -  | 片山哲   | 臨時代理 （内閣総理大臣兼任） | 衆議院 日本社会党 | 日本社会党委員長              |                                  |
| 運輸大臣 | -  | 片山哲   | 臨時代理 （内閣総理大臣兼任） | 衆議院 日本社会党 | 日本社会党委員長              |                                  |
| 逓信大臣 | -  | 片山哲   | 臨時代理 （内閣総理大臣兼任） | 衆議院 日本社会党 | 日本社会党委員長              |                                  |
| 国務大臣 経済安定本部総務長官 | -  | （欠員） | （欠員）                      | （欠員）          | （欠員）                      |                                  |
| 国務大臣 物価庁長官 | -  | （欠員） | （欠員）                      | （欠員）          | （欠員）                      | 1947年5月27日まで                |
| 国務大臣 物価庁長官 | -  | 片山哲   |                               | 衆議院 日本社会党 | 事務取扱 （内閣総理大臣兼任） | 1947年5月27日兼 日本社会党委員長 |
| 国務大臣 復員庁総裁 | -  | （欠員） | （欠員）                      | （欠員）          | （欠員）                      |                                  |
| 国務大臣 行政調査部総裁 | -  | （欠員） | （欠員）                      | （欠員）          | （欠員）                      |                                  |
| 1. 辞令のある留任は個別の代として記載し、辞令のない留任は記載しない。 2. 臨時代理は、大臣空位の場合のみ記載し、海外出張時等の一時不在代理は記載しない。 3. 代数は、臨時兼任・臨時代理を数えず、兼任・兼務は数える。 |    |          |                               |                   |                               |                                  |

#### 国務大臣任命時
1947年（昭和22年）6月1日任命。在職日数284日（通算292日）。 
| 職名 | 代                       | 氏名                     | 氏名                     | 出身等                   | 特命事項等                      | 備考                                                |
| --- | ------------------------ | ------------------------ | ------------------------ | ------------------------ | ------------------------------- | --------------------------------------------------- |
| 内閣総理大臣 | 46                       | 片山哲                   |                          | 衆議院 日本社会党        |                                 | 日本社会党委員長                                    |
| 外務大臣 | 67                       | 芦田均                   |                          | 衆議院 民主党            | 内閣総理大臣臨時代理 （副総理） | 民主党総裁                                          |
| 内務大臣 | 67                       | 木村小左衛門             |                          | 衆議院 民主党            |                                 | 1947年12月31日免                                    |
| 内務大臣 | （内務省廃止）           | （内務省廃止）           | （内務省廃止）           | （内務省廃止）           | （内務省廃止）                  | 1947年12月31日付                                    |
| 大蔵大臣 | 51                       | 矢野庄太郎               |                          | 衆議院 民主党            |                                 | 初入閣 1947年6月25日免                              |
| 大蔵大臣 | 52                       | 栗栖赳夫                 |                          | 参議院 無所属 （緑風会） |                                 | 初入閣 1947年6月25日任                              |
| 司法大臣 | 48                       | 鈴木義男                 |                          | 衆議院 日本社会党        |                                 | 初入閣 1948年2月15日免                              |
| 司法大臣 | （司法省廃止）           | （司法省廃止）           | （司法省廃止）           | （司法省廃止）           | （司法省廃止）                  | 1948年2月15日付                                     |
| 法務総裁 | （法務庁未設置）         | （法務庁未設置）         | （法務庁未設置）         | （法務庁未設置）         | （法務庁未設置）                | 1948年2月15日設置                                   |
| 法務総裁 | 1                        | 鈴木義男                 |                          | 衆議院 日本社会党        |                                 | 転任 1948年2月15日任                                |
| 文部大臣 | 63                       | 森戸辰男                 |                          | 衆議院 日本社会党        |                                 | 初入閣                                              |
| 厚生大臣 | 15                       | 一松定吉                 |                          | 衆議院 民主党            |                                 | [ 注釈 3 ]                                          |
| 農林大臣 | 7                        | 平野力三                 |                          | 衆議院 日本社会党        |                                 | 初入閣 1947年11月4日免                              |
| 農林大臣 | -                        | 片山哲                   |                          | 衆議院 日本社会党        | 臨時代理 （内閣総理大臣兼任）   | 1947年11月4日兼 1947年12月13日免兼 日本社会党委員長 |
| 農林大臣 | 8                        | 波多野鼎                 |                          | 参議院 日本社会党        |                                 | 初入閣 1947年12月13日任                             |
| 商工大臣 | 29                       | 水谷長三郎               |                          | 衆議院 日本社会党        |                                 | 初入閣                                              |
| 運輸大臣 | 7                        | 苫米地義三               |                          | 衆議院 民主党            |                                 | 初入閣 1947年12月4日免                              |
| 運輸大臣 | 8                        | 北村德太郎               |                          | 衆議院 民主党            |                                 | 初入閣 1947年12月4日任                              |
| 逓信大臣 | 2                        | 三木武夫                 |                          | 衆議院 国民協同党        |                                 | 初入閣 （国民協同党書記長→） 国民協同党委員長       |
| 労働大臣 | （労働省未設置）         | （労働省未設置）         | （労働省未設置）         | （労働省未設置）         | （労働省未設置）                | 1947年9月1日設置                                    |
| 労働大臣 | 1                        | 米窪滿亮                 |                          | 衆議院 日本社会党        |                                 | 転任 1947年9月1日任                                 |
| 国務大臣 経済安定本部総務長官 | 4                        | 和田博雄                 |                          | 参議院 無所属 （緑風会） | 物価庁長官兼任                  |                                                     |
| 国務大臣 物価庁長官 | 4                        | 和田博雄                 |                          | 参議院 無所属 （緑風会） | 経済安定本部総務長官兼任        |                                                     |
| 国務大臣 復員庁総裁 | 2                        | 笹森順造                 |                          | 衆議院 国民協同党        |                                 | 初入閣 1947年10月15日免                             |
| 国務大臣 復員庁総裁 | （復員庁廃止）           | （復員庁廃止）           | （復員庁廃止）           | （復員庁廃止）           | （復員庁廃止）                  | 1947年10月15日付                                    |
| 国務大臣 行政調査部総裁 | 2                        | 齋藤隆夫                 |                          | 衆議院 民主党            |                                 |                                                     |
| 国務大臣 建設院総裁 | （建設院未設置）         | （建設院未設置）         | （建設院未設置）         | （建設院未設置）         | （建設院未設置）                | 1948年1月1日設置                                    |
| 国務大臣 建設院総裁 | 1                        | 木村小左衛門             |                          | 衆議院 民主党            |                                 | 転任 1948年1月1日任                                 |
| 国務大臣 地方財政委員会委員長 | （地方財政委員会未設置） | （地方財政委員会未設置） | （地方財政委員会未設置） | （地方財政委員会未設置） | （地方財政委員会未設置）        | 1948年1月7日設置                                    |
| 国務大臣 地方財政委員会委員長 | 1                        | 竹田儀一                 |                          | 衆議院 民主党            |                                 | 転任 1948年1月7日任                                 |
| 国務大臣 賠償庁長官 | （賠償庁未設置）         | （賠償庁未設置）         | （賠償庁未設置）         | （賠償庁未設置）         | （賠償庁未設置）                | 1948年2月1日設置                                    |
| 国務大臣 賠償庁長官 | 1                        | 笹森順造                 |                          | 衆議院 国民協同党        |                                 | 転任 1948年2月1日任                                 |
| 国務大臣 | -                        | 西尾末廣                 |                          | 衆議院 日本社会党        | 内閣官房長官兼任                | 初入閣                                              |
| 国務大臣 （無任所） | -                        | 林平馬                   |                          | 衆議院 民主党            |                                 | 初入閣 1947年11月25日まで                           |
| 国務大臣 （無任所） | -                        | 米窪滿亮                 |                          | 衆議院 日本社会党        | 労働省設置準備委員会会長        | 初入閣 1947年9月1日まで                             |
| 国務大臣 （無任所） | -                        | 竹田儀一                 |                          | 衆議院 民主党            |                                 | 初入閣 1947年12月4日から 1948年1月7日まで           |
| 国務大臣 （無任所） | -                        | 笹森順造                 |                          | 衆議院 国民協同党        |                                 | 転任 1947年10月15日から 1948年2月1日まで            |
| 1. 辞令のある留任は個別の代として記載し、辞令のない留任は記載しない。 2. 臨時代理は、大臣空位の場合のみ記載し、海外出張時等の一時不在代理は記載しない。 3. 代数は、臨時兼任・臨時代理を数えず、兼任・兼務は数える。 |                          |                          |                          |                          |                                 |                                                     |

### 内閣官房長官・法制局長官等
1947年（昭和22年）6月1日任命。 
| 職名 | 代             | 氏名           | 氏名           | 出身等            | 特命事項等     | 備考                            |
| --- | -------------- | -------------- | -------------- | ----------------- | -------------- | ------------------------------- |
| 内閣官房長官 | 2              | 西尾末廣       |                | 衆議院 日本社会党 | 国務大臣兼任   |                                 |
| 法制局長官 | 48             | 佐藤達夫       |                | 法制局            |                | 1947年6月14日任 1948年2月15日免 |
| 法制局長官 | （法制局廃止） | （法制局廃止） | （法制局廃止） | （法制局廃止）    | （法制局廃止） | 1948年2月15日付                 |
| 内閣官房次長 | -              | 滝川末一       |                | 日本社会党        |                | 1947年6月10日任                 |
| 内閣官房次長 | -              | 曾禰益         |                | 外務省            |                | 1947年6月17日任                 |
| 1. 辞令のある留任は個別の代として記載し、辞令のない留任は記載しない。 2. 臨時代理は、大臣空位の場合のみ記載し、海外出張時等の一時不在代理は記載しない。 3. 代数は、臨時兼任・臨時代理を数えず、兼任・兼務は数える。 |                |                |                |                   |                |                                 |

### 政務次官
- 1947年（昭和22年）6月18日任命。

| 職名         | 氏名             | 出身等             | 備考                             |
| ------------ | ---------------- | ------------------ | -------------------------------- |
| 外務政務次官 | 松本瀧藏         | 衆議院／国民協同党 |                                  |
| 内務政務次官 | （欠員）         | （欠員）           | 1947年6月24日まで                |
| 内務政務次官 | 長野長廣         | 衆議院／民主党     | 1947年6月24日任 1947年12月31日免 |
| 大蔵政務次官 | 小坂善太郎       | 衆議院／民主党     |                                  |
| 司法政務次官 | 佐竹晴記         | 衆議院／日本社会党 | 1948年1月20日免                  |
| 司法政務次官 | 榊原千代         | 衆議院／日本社会党 | 1948年1月21日任 1948年2月14日免  |
| 司法政務次官 | （司法省廃止）   | （司法省廃止）     | 1948年2月14日付                  |
| 法務政務次官 | （法務庁未設置） | （法務庁未設置）   | 1948年2月15日設置                |
| 法務政務次官 | 榊原千代         | 榊原千代           | 1948年2月15日任                  |
| 文部政務次官 | 永江一夫         | 衆議院／日本社会党 |                                  |
| 厚生政務次官 | 金光義邦         | 衆議院／民主党     |                                  |
| 農林政務次官 | 井上良二         | 衆議院／日本社会党 |                                  |
| 商工政務次官 | 富吉榮二         | 衆議院／日本社会党 |                                  |
| 運輸政務次官 | 田中源三郎       | 衆議院／民主党     |                                  |
| 逓信政務次官 | 椎熊三郎         | 衆議院／民主党     |                                  |
| 労働政務次官 | （労働省未設置） | （労働省未設置）   | 1947年9月1日設置                 |
| 労働政務次官 | 土井直作         | 衆議院／日本社会党 | 1947年9月1日任                   |

## 首班指名選挙
| 内閣総理大臣指名選挙：衆議院 |        |            |           |
| 氏名                         | 氏名   | 所属政党   | 得票数    |
|                              | 片山哲 | 日本社会党 | 420 / 426 |
|                              | 吉田茂 | 日本自由党 | 1 / 426   |
|                              | 齋藤晃 | 立憲養正会 | 1 / 426   |
|                              | 白票   |            | 4 / 426   |

| 内閣総理大臣指名選挙：参議院 |            |            |           |
| 氏名                         | 氏名       | 所属政党   | 得票数    |
|                              | 片山哲     | 日本社会党 | 205 / 207 |
|                              | 幣原喜重郎 | 日本民主党 | 1 / 207   |
|                              | 尾崎行雄   | 無所属     | 1 / 207   |

## 勢力早見表
※ 内閣発足当初（前内閣の事務引継は除く）。
| 名称       | 勢力 | 国務大臣 | 政務次官 | その他                             |
| ---------- | ---- | -------- | -------- | ---------------------------------- |
| 社会党     | 190  | 7        | 5        | 衆議院議長、内閣官房長官、官房次長 |
| 民主党     | 152  | 8        | 5        |                                    |
| 国民協同党 | 39   | 2        | 1        |                                    |
| 緑風会     | 94   | 1        | 0        | 参議院議長 国務大臣のべ2           |
| -          | 475  | 18       | 11       | 国務大臣のべ19                     |

## 内閣の動き
日本国憲法下で国会の指名を受け組閣を行った最初の内閣である。第23回衆議院議員総選挙の結果、比較第1党となった日本社会党を中心に、民主党・国民協同党からも閣僚を得て連立内閣とした。無産政党の議員が首相を務める内閣としては初のものである。
しかし、片山は本来、吉田茂率いる自由党を含めた（日本共産党を除く）「挙国一致内閣」（大連立内閣構想）を目指していたが、自由党が入閣に難色を示したため組閣は難航する。徹底した反共主義で鳴らす吉田や自由党幹事長の大野伴睦は党首会談の席上で「今日の閣議の機密を明日にはモスクワに漏らす分子（容共の社会党左派）がいる社会党政権には参加できない」「どうしても入閣して欲しいなら（社会党）左派を切って欲しい」と要求した。やむを得ず1947年（昭和22年）5月24日に片山単独で親任式を受け、片山が閣僚ポストのほとんどの臨時代理となる一人内閣としての発足となった。
吉田は表向き「容共」の社会党左派のいる社会党政権には入らないと主張していたが、実際は4党連立による不安定な政権運営を見越し、共倒れを恐れ連立に加わらなかったとされる。吉田の予見は翌年になって現実化する。結局自由党からは閣僚を得られず、3党を中心に1947年（昭和22年）6月1日に閣僚人事が決まり、片山内閣が本格的に発足した。閣僚の割り振りは、社会党7名、民主党7名、国民協同党2名、緑風会1名といった各党のバランスを重視した「党派均衡内閣」ではあったが、外相、蔵相といった主要閣僚に社会党議員を充てることができず人材不足を露呈した上に、社会党左派からの入閣はなく、不安定な政局を予感させた。
裁判官任命諮問委員会における諮問を経て、1947年8月4日に三淵忠彦最高裁判所長官を指名し、14人の最高裁判所裁判官を任命した。
神奈川税務署員殉職事件を受けて三国人による密造酒醸造・脱税事件は政府の経済緊急対策の成否にかかる重大問題であるとして省庁間の連携を強めさせた。
片山内閣時には、公務員の「公僕」化を目指す国家公務員法の制定、内務省を解体・廃止し、新たに国家地方警察と、全国に約1600の自治体警察を設置する警察制度の改革、労働省の設置、失業保険の創設、封建的家族制度の廃止を目標とした改正民法の制定、刑法改正、臨時石炭鉱業管理法（通称「炭坑国家管理法」）等が実現した。中でも炭坑国家管理法は、社会主義政策を具現化した社会党の重要法案であり、片山首相と水谷商相がもっともその成立に意欲的であった。しかし、産業界から猛反発を受け、野党自由党ばかりか与党民主党からも難色を示されたため、法案は成立したものの、内容は「国家管理」とは程遠い骨抜きとなり政権の脆弱さを露呈した（詳細は臨時石炭鉱業管理法の項を参照）。
更には、炭坑国家管理法案採決の際の民主党幣原喜重郎派の造反と離党、社会党右派内での勢力争い（西尾末広官房長官と平野力三農相との対立）、衆議院予算委員会において党内調整が終わらないうちに社会党左派の造反による補正予算の否決など内部対立が表面化し、遂に政権運営に行き詰まり片山は1948年（昭和23年）2月10日退陣を表明した。